# 賢応
賢応（けんおう、生年不詳 - 貞観10年（868年）3月）は、平安時代前期の法相宗の僧。元興寺の僧。大和国の出身で、俗姓は不明。
法相宗の学僧で明詮に師事し、特に因明の学に優れていた。隆光（薬師寺）・三修（東大寺）とともに中古法相宗の翹才と言われた。
貞観5年（863年）興福寺維摩会の講師を務める。同年、興福寺の長講筵において三修と因明比量前宗後因の義について対論し、決着がつかぬまま三昼夜が過ぎたが、隆光の判により賢応の意見が正しいと認められた。
その後、貞観6年（864年）1月に大極殿御斎会の講師を務めた。貞観10年（868年）に短命にして寂したと伝えられる。